# Imperial Glory
Imperial Glory es un videojuego de estrategia en tiempo real desarrollado por Pyro Studios y distribuido por Eidos Interactive en mayo de 2005.
El juego está situado entre 1789 y 1830. El jugador puede seleccionar entre los grandes imperios de la época: Gran Bretaña, Francia, Rusia, Austria y Prusia. Además el jugador puede conquistar Europa, África del Norte y Oriente Medio. El juego tiene campañas de estrategia en tierra y mar en 3D, además de un mapa similar al del juego de mesa Risk.

## Unidades
Los jugadores pueden seleccionar entre una gran variedad de unidades ya sean terrestres o marítimas. Las unidades terrestres se dividen en:
Infantería: La infantería más básica es la milicia (aunque Gran Bretaña no la tiene disponible), Fusileros (que el nombre varía según el imperio, por ejemplo, en Francia se llaman Fusiliers), Tiradores (También el nombre varía según el imperio). Luego la infantería avanzada 
que son los granaderos (mejora de los fusileros) y los rifleros (mejora de los tiradores, también llamados Jägers). Finalmente la infantería de Élite. Tiene tres formaciones: En columna (buena para avanzar), en doble línea ( para disparar con más hombres) y en cuadro (para repeler cargas).
Caballería: La caballería básica se basa en Husares (soldados montados con sables) y Lanceros (soldados con lanzas). Luego la caballería avanzada que son los dragones (soldados fusileros montados). Y finalmente la caballería de Élite que varía según el imperio. Tiene dos formaciones: en columna y en líneas.
Artillería: La artillería consiste en Obuses, Cañones de campaña, cohetes congreve (solo para Gran Bretaña), Cañones, Trenes de cañones de campaña y Trenes de obuses. Es el arma más importante en cuanto a táctica se refiere.
Nota: Todos estos soldados se pueden crear solo investigando las tecnologías y creando los edificios correspondientes en las capitales de cada imperio y país.
Marítimas: Creando un puerto militar se puede crear la Corbeta, un ligero barco con poca capacidad de fuego. Luego con un Dique seco se puede crear una Fragata con mayor capacidad de fuego que el anterior y finalmente con el Arsenal se puede crear el Buque de Línea el mejor de los barcos en capacidad de fuego.
Nota: Todos los barcos pueden transportar tropas.
Oficiales: Los oficiales son una de las unidades más importantes del juego, ya que sin ellas no se puede realizar ningún movimiento de tropas. 
El primer oficial es el Capitán con capacidad de transportar 3 tropas.
El segundo es el Coronel que se puede crear en el cuartel o ascendiendo a un capitán por sus logros en el campo de batalla, es capaz de transportar 4 tropas.
El tercero es el General que es el último oficial capaz de salir del cuartel, aunque también se puede ascender al coronel, puede transportar 5 tropas.
El último oficial es el Mariscal de Campo que solo puede tenerse ascendiendo a un General, su rango en la jerarquía militar le permite estar a cargo de 6 tropas.

## Modos de juego
Se tienen disponibles tres modos de juego: El modo compaña, que permite jugar como una de las grandes naciones y dirigirlas de modo tanto político como militar, el modo batalla rápida, en el cual se pueden jugar batallas en el escenario elegido y con el ejército que se quiera y el modo batalla históricas, el que se recrean las mismas situaciones que batallas reales e importantes.

## Desarrollo
Al avanzar en la investigación de las tecnologías, el jugador deberá escoger entre varios sistemas políticos, cada uno con sus ventajas y desventajas. En el cambio de la primera era a la segunda, se debe elegir entre democracia y absolutismo. El cambio a la tercera era es más complejo. Si se eligió democracia, se podrá optar entre república y monarquía parlamentaria. En cambio, en el caso del absolutismo, se podrá elegir entre monarquía absoluta y dictadura.
- Datos: Q1933112